# IDEF
IDEF (del inglés Integration DEFinition) es una familia de lenguajes de modelado en el campo de la Ingeniería de sistemas y la Ingeniería de software. 	
Cubren una amplia gama de usos, desde el modelado funcional, simulación, análisis orientado a objetos hasta el diseño y adquisición de conocimientos. Estos lenguajes fueron elaborados con la financiación de la Fuerza Aérea de los EE. UU. pero son de dominio público. De la familia IDEF el más ampliamente reconocido y utilizado es el IDEF0, un lenguaje de modelado funcional desarrollado en SADT (Structured Analysis and Design Technique).